# شهرستان تاونر (داکوتای شمالی)
شهرستان تاونر، داکوتای شمالی (به انگلیسی: Towner County, North Dakota) یک سکونتگاه مسکونی در ایالات متحده آمریکا است که در داکوتای شمالی واقع شده‌است.

## خصوصیات
شهرستان تاونر ۲٬۶۹۸٫۷۸ کیلومترمربع مساحت دارد.